# 40e brigade d'infanterie de marine de la Garde
Pour les articles homonymes, voir 40e brigade.
« 22e division de fusiliers » redirige ici. Pour les autres significations, voir 22e division.
La 40e brigade séparée d'infanterie de marine de la Garde Krasnodarsko-Kharbinskaïa, double ordre du Drapeau rouge (ou 40e brigade d'infanterie navale), est une brigade de l'infanterie de marine des forces armées russes dont la garnison est située à Petropavlovsk-Kamtchatski dans l'Extrême-Orient russe et porte le numéro d'unité militaire 10103. L'unité fait partie du groupement des troupes et des forces du Nord-Est, un commandement conjoint dirigé par le quartier général de la flottille du Kamtchatka (en) de la marine.
La mention honorifique «Краснодарско-Харбинская», Krasnodarsko-Kharbinskaïa, « de Krasnodar et de Kharbin (le nom russe pour Harbin, en Chine) », fait référence à la reprise du Kouban en 1920 et à l'offensive de Mandchourie en 1945.

## Historique
La brigade a une histoire plutôt inhabituelle, l'on retrace ses origines à une division de l'armée rouge formée en 1918, qui deviendra connue sous le nom de 22e division de fusiliers (à ne pas confondre avec la 22e division de fusiliers de la Garde (en)).

### Création et différentes dénominations
- 2e division d'infanterie
- Division d'infanterie « Nikolaïevskaïa »
- 30e division d'infanterie soviétique « Nikolaïevskaïa »
- 3e régiment d'infanterie de marine indépendant
- 40e brigade d'infanterie de marine indépendante
- 40e brigade de fusiliers motorisés indépendante
- 22e division de fusiliers motorisés
- 22e division de fusiliers

### Entre-deux-guerres
La division est formée pour la première fois le 22 septembre 1918, sous le nom de 2e division d'infanterie. L'unité est basée sur des groupes de guérilla de Nikolaïevsk (dans la région de la Volga), Novoouzensk (dans le gouvernement de Samara) et Maloouzensk Volost (ru) (gouvernement de Samara), et deux unités de volontaires, de Balachov et Penza (toutes deux dans la région de la Volga).
À partir du 2 octobre 1918, elle est connue sous le nom de division d'infanterie « Nikolaïevskaïa », à partir du 24 novembre 1918 sous le nom de 30e division d'infanterie « Nikolaïevskaïa » et à partir du 13 janvier 1919 sous le nom de division d'infanterie « Nikolaïevskaïa ». Après différents renommages, le 25 mars 1919, elle est nommée 22e division de fusiliers. Durant la période 1918-1919, elle fait partie de la 4e armée du front oriental. Du 20 avril au 11 juillet 1919, pendant 80 jours, les forces de la division défendent Ouralsk.
Après la fin de la guerre civile russe, la division est stationnée à Krasnodar. Quelques années plus tard, la 74e division de fusiliers territoriaux de Taman (1921-1942) se sépare de la division[réf. nécessaire].
Pour ses services militaires le 21 février 1931, la division reçoit l'honneur du Drapeau rouge.
En 1937, la division est transférée en Extrême-Orient, où se prépare un conflit militaire avec les Japonais. À l'été 1938, le 195e régiment de fusiliers « Yeisk » de la division participe à la bataille du lac Khassan[réf. nécessaire].

### Seconde Guerre mondiale
Au début de l'opération Barbarossa en juin 1941, la 22e division est stationnée en Extrême-Orient. Elle ne participera pas aux combats contre l'Allemagne, mais entre 1941 et 1943, celle-ci déploie 6 086 soldats sur le front occidental,. En mai 1945, la 22e division est intégrée dans la 1re armée, une formation côtière indépendante, dans l'Extrême-Orient russe. Elle sert dans l'invasion soviétique de la Mandchourie à la fin de la guerre en 1945[réf. nécessaire].

### Guerre froide
À la fin de 1945, la 22e division de fusiliers devient une partie du 137e corps de fusiliers (en) au Kamtchatka. L'unité est renommée 22e division de fusiliers motorisés en 1957, faisant partie du 43e corps d'armée. En 1980, elle rejoint le nouveau 25e corps d'armée (en). En 1982, son 168e régiment blindé devient le 59e bataillon blindé indépendant.
À la fin des années 1980, la division comprend les unités suivantes:
- Quartier général de la division (Petropavlovsk-Kamtchatski)
- 59e bataillon blindé
- 211e régiment de fusiliers motorisés (Dolinovka)
- 246e régiment de fusiliers motorisés (Rodygino)
- 304e régiment de fusiliers motorisés
- 996e régiment d'artillerie
- 1006e régiment de roquettes antiaériennes
- 309e bataillon de roquettes
- 795e bataillon antichar
- 784e bataillon de reconnaissance
- 765e bataillon du génie-sapeur
- 124e bataillon de communications
- 591e bataillon de défense chimique
- 197e bataillon de maintenance et de récupération de l'équipement
- 24e bataillon médical
- 1251e bataillon de soutien matériel
- Département de contre-espionnage militaire

### Après la dissolution de l'Union soviétique
Jusqu'au 1er juin 2002, elle est désignée 22e division de fusiliers motorisés. Elle devient ensuite la 40e brigade de fusiliers motorisés indépendante. En septembre 2007, elle devient la 40e brigade d'infanterie navale indépendante « Krasnodar-Harbin »  (double Drapeau rouge). Cette situation dure jusqu'en mars 2009 lorsqu'elle est renommée 3e régiment d'infanterie navale. En 2013, le régiment devient la 40e brigade d'infanterie navale.
Aujourd'hui[Quand ?], l'unité comprend:
- Bataillon d'assaut (aéroporté)
- Bataillon d'infanterie navale
- Batterie d'artillerie
- 186e bataillon du génie

La brigade comprend également un bataillon de chars qui aurait été rééquipé du char de combat principal T-80BV en 2021.

### Invasion de l'Ukraine par la Russie
La 19 mars 2022, la brigade est transférée en Biélorussie pour reconstituer les pertes russes après l'invasion russe de l'Ukraine. Le 19 mai 2022, elle reprend du service actif en Ukraine.
Selon l'analyse du service russe de la BBC, au 5 octobre 2024, les unités d'élite des 155e et 40e brigades de marines auraient vraisemblablement, à elles seules, perdu plus de 2 100 hommes à Vouhledar, y compris les blessés graves, et les disparus, soit 40 % de l’effectif d'avant-guerre de ces deux unités,.